# Андерссон, Кент
Кент Андерссон (швед. Kent Andersson; 1 августа 1942, Гётеборг, Вестра-Йоталанд, Швеция — 29 августа 2006, Ландветтер, Геррида, Вестра-Йоталанд, Швеция) — шведский мотогонщик, двукратный чемпион мира по шоссейно-кольцевых мотогонок MotoGP в классе 125сс (1973—1974). Единственный швед, который выигрывал чемпионат мира по шоссейно-кольцевым мотогонкам.

## Биография
Карьера Кента Андерссона в мотоспорте началась в середине шестидесятых годов XX века, когда он ездил на мотоциклах Bultaco 125 и Monark 250. В 1965 году он выиграл чемпионат Швеции, а в следующем, 1966 году, дебютировал в чемпионате мира MotoGP, выступая на мотоциклах Husqvarna, настраивая их самостоятельно.
В 1967 году Андерссон приобрел мотоцикл Yamaha 250 TD, с которым вернул себе титул чемпиона Швеции в классе 250сс, не принимая участия в чемпионате мира.
В 1968 году Кент вернулся в гонки Гран-При, выступая на Yamaha. На мотоциклах этой японской марки Андерссон выступал до окончания карьеры в 1975 году.
Несмотря на то, что Кент Андерссон выиграл 4 гонки в классе 250cc, класс, в котором он достиг самых высоких результатов стал 125сс, где он выиграл 14 Гран-При и дважды праздновал победу в общем зачете в 1973 и 1974 годах.
Андерссон запомнился также тем, что он был первым гонщиком, который выиграл Гран-При, используя шины Michelin.[1]
После завершения спортивной карьеры Андерссон остался в мотоспорте, работая в отделе развития Yamaha, параллельно выступая в различных национальных и международных соревнованиях.